# Onward Together
Onward Together es una organización de acción política estadounidense fundada en mayo de 2017 por la ex secretaria de Estado de los Estados Unidos y candidata presidencial demócrata en 2016, Hillary Clinton, con el objetivo de recaudar fondos para grupos políticos progresistas que incluyen: Swing Left, Indivisible, Color of Change, Emerge America y Run for Something. Clinton describió al grupo como un esfuerzo "para promover la visión que ganó casi 66 millones de votos" de un "Estados Unidos más justo, más inclusivo y de gran corazón".

## Descripción general
Clinton cofundó el grupo con Howard Dean. En agosto de 2017, Dean confirmó que Onward Together había contratado a Emmy Ruiz y Adam Parkhomenko como consultores, ambos miembros de las campañas presidenciales de Clinton en 2008 y 2016.
El 15 de mayo de 2017, Hillary Clinton tuiteó el lanzamiento de Onward Together desde su cuenta personal de Twitter. Clinton transfirió $800,000 de su campaña presidencial de 2016 a Onward Together poco antes de anunciar el lanzamiento del grupo en mayo, revelaron documentos que la campaña presentó ante la FEC.

## Actividades
Durante las elecciones de mitad de mandato de 2018 en Estados Unidos, el PAC financió a candidatos demócratas y organizaciones de base.